# اچ‌دی ۱۴۹۰۲۶

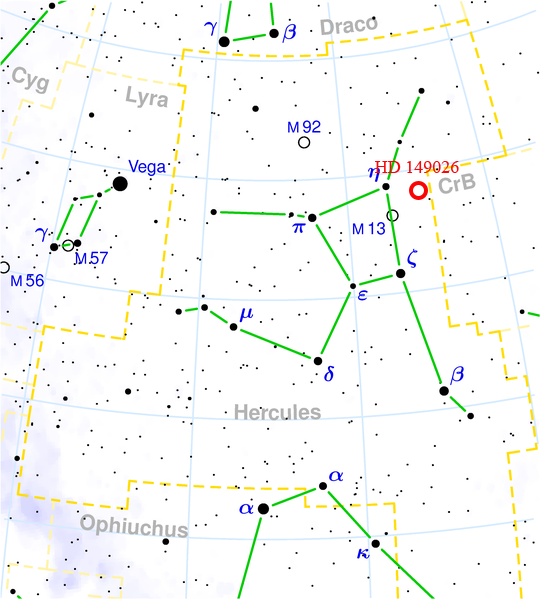
محل‌وموقعیت اچ‌دی ۱۴۹۰۲۶ (دایرهٔ سرخ)

اچ‌دی ۱۴۹۰۲۶ یک ستاره است که در صورت فلکی زانوزده قرار دارد.